# Seesandwurm
Der Seesandwurm (Thalassema thalassemum) ist ein Vertreter der Igelwürmer (Echiura) aus der Familie der Thalassematidae, der im Atlantischen Ozean verbreitet ist.

## Merkmale
Thalassema thalassemum hat einen sackförmigen, nach hinten zugespitzten Rumpf mit einer Länge von etwa 2 bis 7 cm. Am Vorderende sitzt eine lange, abgerundete oder zugespitzte, bis zu einer Länge von etwa 10 bis 20 cm ausstreckbare Proboscis mit einer auffälligen bauchseitigen Wimperrinne, an deren Basis sich am Rumpf der Mund befindet. Die Oberfläche des Rumpfes ist mit vielen in Ringen um den Körper angeordneten Papillen bedeckt, insbesondere im hinteren Körperabschnitt, wohin sie an Anzahl zunehmen. Am Vorderende sitzen zwei bauchseitige Borsten, während sie am Hinterende fehlen. Das Tier kann von unterschiedlicher Farbe sein, so etwa blau, grau, gelb, rosa oder orange, mit einer weißen Linie, die in der Mitte der bauchseitigen Oberfläche verläuft. Die Proboscis ist dagegen pfirsich- bis kremfarben. Der Seesandwurm hat zwei Paar Nephridien. Er kann sich auf eine Länge von etwa 2 bis 3 cm zusammenziehen.

## Verbreitung
Thalassema thalassemum ist im Atlantischen Ozean vom Mittelmeer bis zu den südwestlichen Küsten der Britischen Inseln, ausnahmsweise auch bis zur Südwestküste Schottlands verbreitet, wo er in der Gezeitenzone und darunter in Felsspalten und zwischen Steinen, unterhalb der Gezeitenzone aber auch in Sand und Schlamm lebt.

## Lebensraum und Lebensweise
Thalassema thalassemum ernährt sich von Detritus und Kleinstlebewesen, die mit der Proboscis vom Substrat abgegrast werden. Er ist vor allem nachtaktiv.

## Lebenszyklus
Männchen und Weibchen sind bei Thalassema thalassemum gleich groß und kommen im Sommer zur Paarung zusammen. Die Gameten werden über die Nephridien freigesetzt, so dass die Befruchtung im freien Meerwasser stattfindet. Die schwimmenden Trochophora-Larven leben eine Weile als Zooplankton, ehe sie niedersinken und zu bodenlebenden Würmern metamorphosieren.

## Erstbeschreibung
Der Seesandwurm wurde 1774 von Peter Simon Pallas unter dem Namen Lumbricus thalassemum beschrieben und damit in eine Gattung mit den Regenwürmern gestellt. Jean-Baptiste de Lamarck stellte 1801 die Gattung Thalassema mit der Typusart Thalassema rupium auf, die ein Synonym des heute gültigen Artnamens Thalassema thalassemum ist. Beide Namensbestandteile sind von den griechischen Wörtern θάλασσα „Meer“ und σῆμα „Zeichen“ abgeleitet.